# Throwing Copper
Throwing Copper is het tweede studioalbum van de Amerikaanse rockband Live, uitgebracht in 1994.
Het album is meer dan 8 miljoen keer verkocht in de Verenigde Staten. Het album bracht 5 singles uit: Selling The Drama, All Over You, I Alone, White, Discussion en Lightning Crashes.

## Hoes
De hoes toont een schilderij van de Schotse kunstenaar Peter Howson met de titel Sisters of Mercy. Het schilderij is een olieverf schildering op doek en meet 243 × 182 centimeter. Er is gesuggereerd dat het schilderij de thema's van verraad, wraak, en angst verkent. Het toont een man die tegen zijn borst gedrukt een bijbel vasthoudt en door een groep prostituees lijkt te worden aangedrongen zichzelf van een klif te laten storten.
Op 23 september 2005 werd het schilderij voor 186.000 dollar verkocht door Christie's in New York.

## Nummers
1. The Dam at Otter Creek
2. Selling the drama
3. I Alone
4. Iris
5. Lightning Crashes
6. Top
7. All Over You
8. Sh*t Towne
9. T.B.D.
10. Stage
11. Waitress
12. Pillar of Davidson
13. White,Discussion
14. Horse (Hidden Track)